# Enigmacanthus filamentosus
Enigmacanthus filamentosus es una especie de peces de la familia Monacanthidae en el orden de los Tetraodontiformes.

## Morfología
Pueden llegar alcanzar los 3,6 cm de longitud total y las  hembras 2.7.
- Número de  vértebras: 19.[1]

## Hábitat
Es un pez de mar y, de clima tropical y demersal que vive entre 36-67 m de profundidad

## Distribución geográfica
Se encuentra en las Seychelles e Islas Marshall.

## Observaciones
Es inofensivo para los humanos.